# Еусоціальність

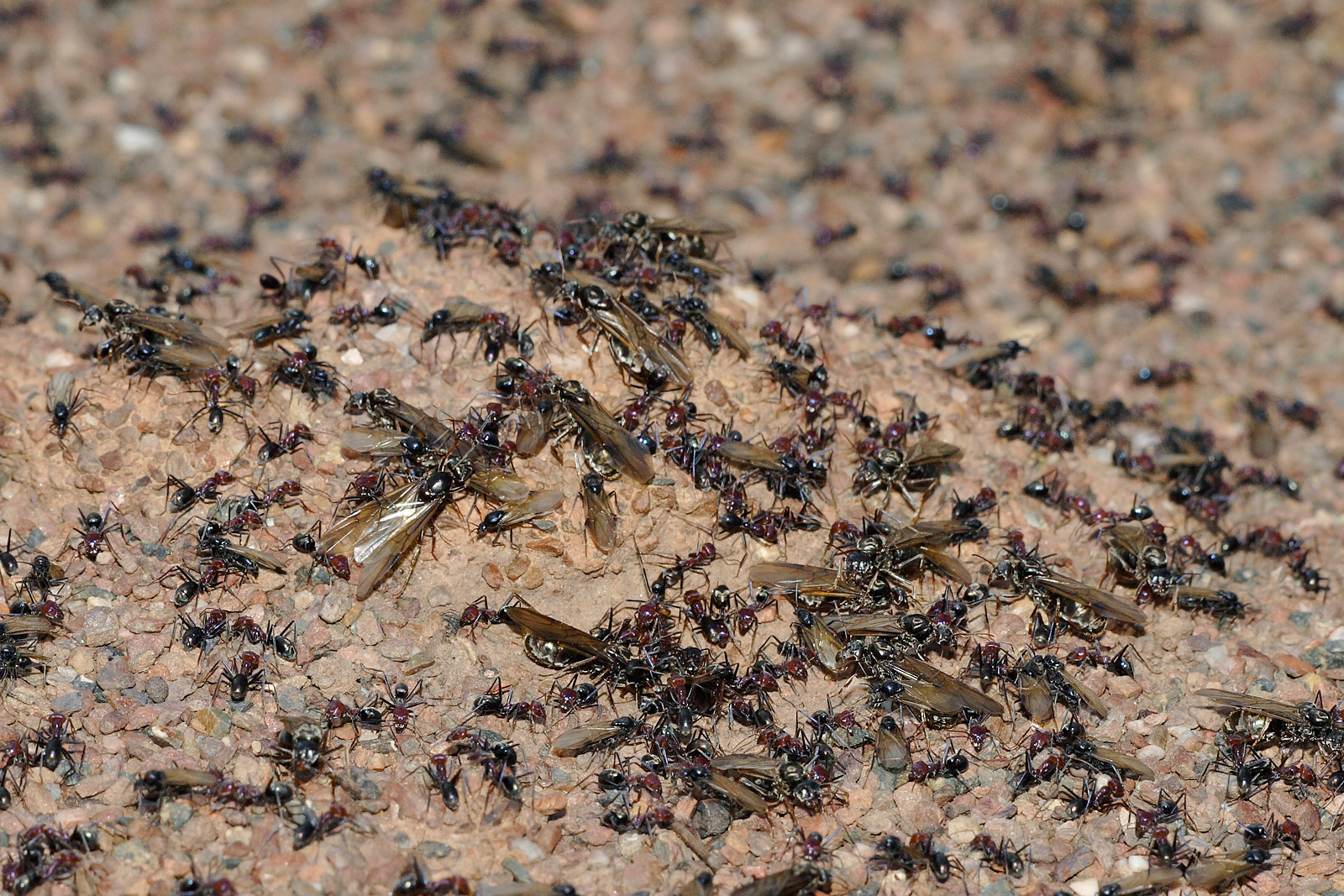
Роїння м'ясоїдних мурах (Iridomyrmex purpureus)

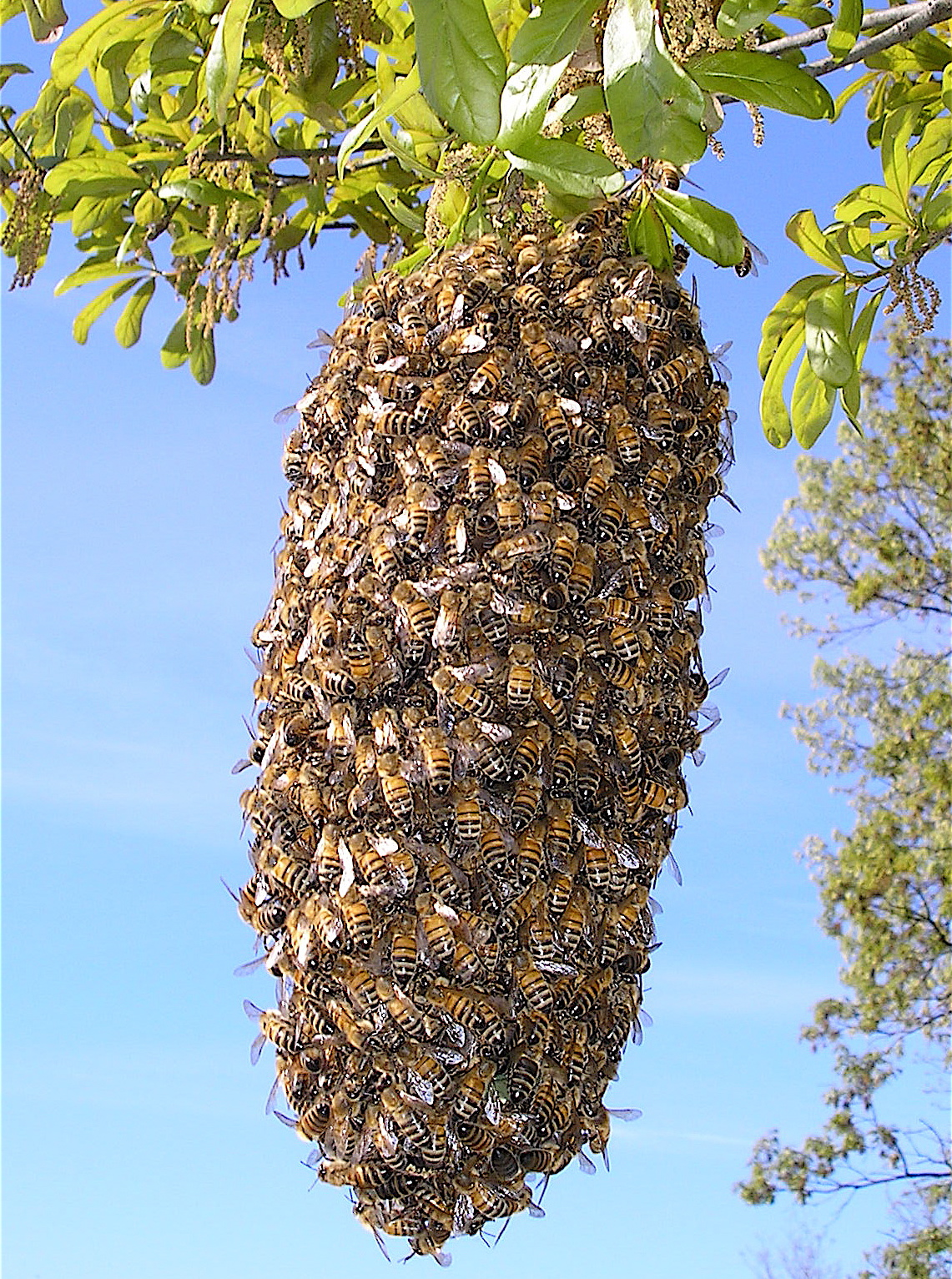
Бджолиний рій зібрався на гілці перед відльотом на нове постійне місце проживання

Еусоціальність (грец. ey — «справжній» + «соціальність») — найвищий рівень суспільної організації. Нижчими рівнями є пресоціальність, субсоціальність, парасоціальність і квазісоціальність.

## Приклади
Найвідомішими прикладами еусоціальних комах є мурахи, бджоли, оси (ряд Перетинчастокрилі), ряд терміти, які мають репродуктивну королеву (чи кілька королев) і більш чи менш стерильних робітників і/або солдатів. Серед ссавців еусоціальними видами є Кротячий пацюк і дамарський землекоп (Cryptomys damarensis).  
Еусоціальність із наявністю стерильних індивідів (репродуктивна спеціалізація) є найбільш екстремальним прикладом сімейного добору. Феномен репродуктивної спеціалізації був знайдений у багатьох організмів. Він включає в себе продукування колонією стерильних членів, які ефективно виконують інші завдання, турбуючись про репродуктивних членів. Це може прояснити деякі випадки самопожертви заради групи (альтруїзм).

## Історія
Уперше термін був запропонований 1966 року Сюзанною Батрою і отримав точніше означення в Едварда Вілсона. Термін оригінально вживався для опису організмів (спочатку тільки безхребетних), що мають певні риси:
1. Репродуктивний розподіл праці (із чи без стерильних каст);
2. Перекривання поколінь;
3. Кооперативний догляд за потомством.

### Дискусії щодо визначення
Після визначення Вілсона інші автори прагнули розширити або звузити його визначення еусоціальності, фокусуючись на природі й рівні розподілу праці, що не було чітко означено Вілсоном. Вузьке визначення вимагає незворотності між різними поведінковими групами чи кастами (по відношенню, наприклад, до стерильності або інших рис). Це визначення виключає всіх хребетних (зокрема соціальних кротячих пацюків), жоден з яких не має незворотніх каст. У широкому визначенні еусоціальністю вважається будь-який часовий розподіл праці або будь-який невипадковий розподіл репродуктивного успіху. Деякі автори навіть припускають, що люди теж можуть вважатись еусоціальними тваринами. Інші автори вважають, що ієрархічна класифікація є недостатньою для визначення еусоціальності.

## Зовнішні посилання
- Міжнародна спілка вивчення соціальних комах [Архівовано 26 листопада 2010 у Wayback Machine.]